# Grand Manchester
Pour les articles homonymes, voir Manchester (homonymie).
Le Grand Manchester (en anglais : Greater Manchester) est un comté métropolitain situé en Angleterre du Nord-Ouest qui comporte une population totale de 2,8 millions d'habitants. 

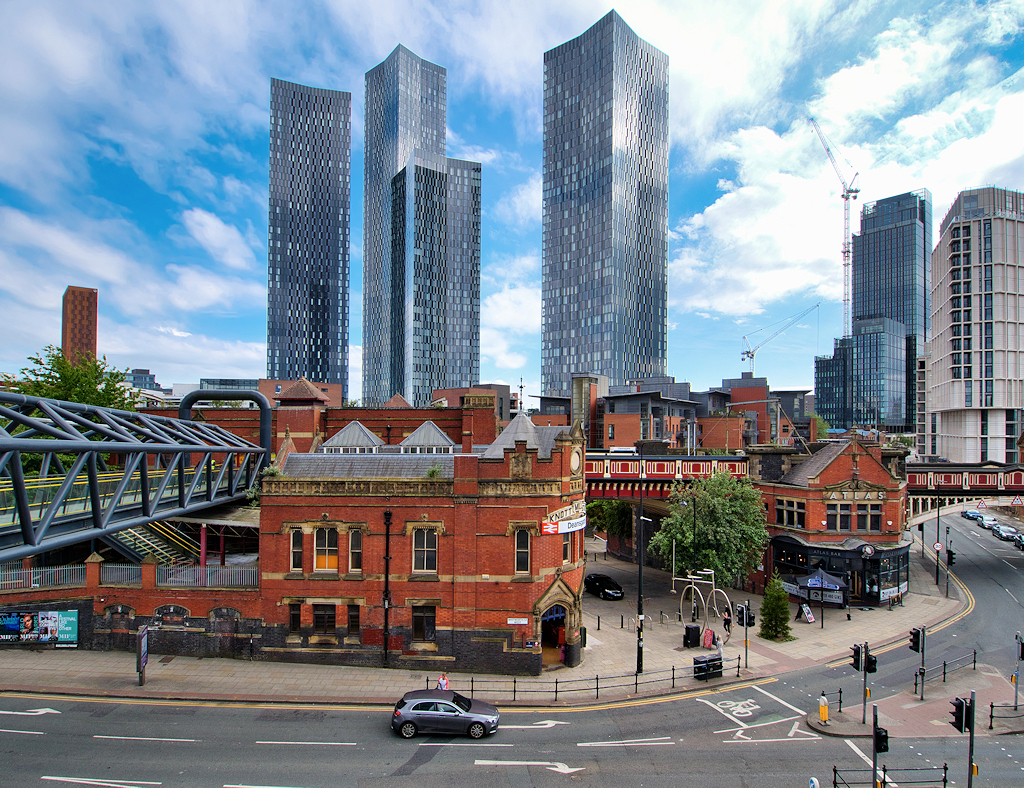
Les quatre nouvelles tours construites autour de Deansgate Square dominent l'horizon

Il comprend une des plus importantes aires urbaines du Royaume-Uni. Il s'étend sur 1 276 km2 autour de Manchester et comprend les districts de Bolton, Bury, Oldham, Rochdale, Stockport, Tameside, Trafford, Wigan, ainsi que la ville de Salford. Depuis 2011, il est administré par l'autorité combinée du Grand Manchester.

## Géographie
Il est constitué d'un mélange de zones urbaines à forte densité de population, de banlieues, de zones semi-rurales et rurales, même si la très grande majorité des espaces qui le composent sont urbanisées. Un quartier d'affaires situé dans le centre de Manchester et dans les quartiers environnants de Salford et Trafford constitue le cœur de l'agglomération ; le Grand Manchester reste cependant un comté multipolaire puisqu'il comprend dix districts métropolitains, dont chacun est composé d'au moins une ville principale, elle-même entourée de ses propres banlieues. La zone urbaine du Grand Manchester, qui recouvre la majorité du territoire du comté, est la troisième agglomération du Royaume-Uni par le nombre d'habitants.

### Divisions administratives
| Metropolitan county (comté métropolitain) | Metropolitan borough (district métropolitain) | Metropolitan borough (district métropolitain) | Centre administratif | Autres composantes |
| ----------------------------------------- | --------------------------------------------- | --------------------------------------------- | -------------------- | --- |
| Grand Manchester                          | Bury                                          |                                               | Bury                 | Prestwich, Radcliffe, Ramsbottom, Tottington, Whitefield |
| Grand Manchester                          | Bolton                                        |                                               | Bolton               | Blackrod, Farnworth, Horwich, Kearsley, Little Lever, South Turton, Westhoughton                                                                                                |
| Grand Manchester                          | Manchester                                    |                                               | Manchester           | Blackley, Cheetham Hill, Chorlton-cum-Hardy, Didsbury, Ringway, Withington, Wythenshawe                                                                                         |
| Grand Manchester                          | Oldham                                        |                                               | Oldham               | Chadderton, Shaw and Crompton, Failsworth, Lees, Royton, Saddleworth |
| Grand Manchester                          | Rochdale                                      |                                               | Rochdale             | Heywood, Littleborough, Middleton, Milnrow, Newhey, Wardle |
| Grand Manchester                          | Salford                                       |                                               | Swinton              | Eccles, Clifton, Little Hulton, Walkden, Worsley, Salford, Irlam, Pendlebury, Cadishead, Patricroft, Monton                                                                     |
| Grand Manchester                          | Stockport                                     |                                               | Stockport            | Bramhall, Bredbury, Cheadle, Gatley, Hazel Grove, Marple (en), Romiley Woodley                                                                                                  |
| Grand Manchester                          | Tameside                                      |                                               | Ashton-under-Lyne    | Audenshaw, Denton, Droylsden, Dukinfield, Hyde, Longdendale, Mossley, Stalybridge                                                                                               |
| Grand Manchester                          | Trafford                                      |                                               | Stretford            | Altrincham, Bowdon, Hale, Sale, Urmston |
| Grand Manchester                          | Wigan                                         |                                               | Wigan                | Abram, Ashton-in-Makerfield, Aspull, Astley, Atherton, Bryn, Golborne, Higher End, Hindley (en), Ince-in-Makerfield, Leigh, Orrell, Shevington, Standish, Tyldesley, Winstanley |

### Climat
Tout comme la plupart du territoire des îles Britanniques, le Grand Manchester connaît un climat océanique tempéré comportant des étés relativement frais et des hivers doux. Les précipitations annuelles moyennes du comté se situent aux environs de 806,6 millimètres alors que la moyenne au Royaume-Uni est de 1 125 millimètres, le nombre moyen de jours de pluie par an est de 140,4 alors que la moyenne nationale se situe à 154,4. La température moyenne est légèrement supérieure à la moyenne du Royaume-Uni. Le Grand Manchester connaît également un taux d'humidité relativement élevé, ce qui a facilité l'implantation des industries textiles dans le comté. L'effet de réchauffement des zones urbaines rend la neige peu courante hors des zones rurales. Cependant, les Pennines et les collines de la forêt de Rossendale qui bordent les extrémités orientale et septentrionale du comté reçoivent davantage de neige et les routes d'accès au comté peuvent être coupées par l'importance de ces chutes. Cela concerne principalement la route A62 via Standedge, la route A57 (au point de Snake Pass) en direction de Sheffield et la M62 jusqu'à Saddleworth Moor. Au point le plus au sud du Grand Manchester, la station du Met Office de Woodford a enregistré le 8 janvier 2010 une température de −17,6 °C, l'hiver 2009-2010 ayant été particulièrement rigoureux au Royaume-Uni.
| Mois                                | jan. | fév. | mars | avril | mai  | juin | jui. | août | sep. | oct. | nov. | déc. |
| ----------------------------------- | ---- | ---- | ---- | ----- | ---- | ---- | ---- | ---- | ---- | ---- | ---- | ---- |
| Température minimale moyenne (°C)   | 1,3  | 1,2  | 2,5  | 4,3   | 7,3  | 10,2 | 12   | 11,9 | 10   | 7,5  | 3,6  | 2    |
| Température maximale moyenne (°C)   | 6,4  | 6,6  | 8,9  | 11,6  | 15,3 | 18,2 | 19,6 | 19,5 | 17   | 13,7 | 9,1  | 7,1  |
| dont pluie (mm)                     | 69   | 50   | 61   | 51    | 61   | 67   | 65   | 79   | 74   | 77   | 78   | 78   |
| Nombre de jours avec précipitations | 18,2 | 14,4 | 15,6 | 14,4  | 15,1 | 14,4 | 13,6 | 15   | 15   | 16,5 | 17   | 17,4 |

### Transports
L'aéroport de Manchester (MAN) est l'aéroport principal de la région et dessert de nombreuses villes européennes ainsi que certaines villes américaines. L'aéroport possède une gare avec une liaison pour le centre-ville.
Manchester comporte trois gares: Oxford Road, Piccadilly (la principale) et Victoria. Wigan compte elle deux gares: North Western et Wallgate
Le métro léger de Manchester dessert principalement le centre-ville ainsi que Bury, Rochdale et Trafford.

## Histoire

### Origines
Avant la création du comté métropolitain, la région est désignée par l'acronyme SELNEC, signifiant South East Lancashire North East Cheshire. Le Grand Manchester est formé par la réunion de 70 anciennes autorités locales des comtés du Lancastre, Cheshire et du Yorkshire et de huit county boroughs indépendants.
Le Grand Manchester est créé le 1er avril 1974 en vertu du « Local Government Act de 1972 ».
Pendant les douze ans suivant sa création en 1974, le comté connait une organisation territoriale à double niveau ; les conseils de district partagent le pouvoir avec le Conseil du comté. En 1986, le Conseil du comté est dissous, les districts métropolitains devenant autant d'autorités unitaires. Le comté métropolitain continue cependant d'exister en droit ainsi qu'en tant que système de référence géographique, et plusieurs services sont coordonnés par l'association des autorités du Grand Manchester qui permet la coopération des différents districts. Le Grand Manchester coïncide avec la région de la Ville de Manchester, une subdivision pilote de l'Angleterre qui est administrée depuis le 1er avril 2011 par l'autorité combinée du Grand Manchester.

## Politique et administration
En tant que comté cérémoniel, le Grand Manchester comprend un Lord Lieutenant et un Haut Sheriff.

## Population et société

### Sports
- Cricket : la région compte une des dix-huit meilleures équipes du pays avec le Lancashire County évoluant à l'Old Trafford Cricket Ground.
- Cyclisme sur piste : la région compte le vélodrome de Manchester connu pour ses records de l'heure cycliste.
- Football : le derby de Manchester oppose deux équipes évoluant dans le Championnat d'Angleterre de football (D1) : le club de Manchester United, situé à l'ouest du centre-ville de Manchester à Old Trafford, et le club de Manchester City, situé à l'est du centre-ville de Manchester au City of Manchester Stadium. La région compte d'autres clubs évoluant dans des divisions inférieures comme Bolton Wanderers (D2), Oldham Athletic (D3) ou encore Wigan Athletic (D2), vainqueur de la Coupe d'Angleterre de football 2012-2013.
- Rugby à XIII : au mème titre que le football, mais à un degré moindre, le «  rugby league » fait partie de l'ADN sportif du Nord de l'Angleterre. À cet égard, le Grand Manchester compte plusieurs clubs historiques: Oldham, Rochdale, Swinton,Salford ... et le plus célèbre des clubs anglais Wigan. Le club de Super League le plus proche du centre ville est Salford, qui évolue au Salford City Stadium, et qui partage avec Manchester United l'appellation de « Red Devils » (nom donné par les journalistes français à l'équipe de Salford en tournée en 1934, lors du lancement de ce sport en France). Si l'idée d'un club directement implanté à Manchester est régulièrement évoquée[7], cette ville accueille surtout des matchs de rugby à XIII, comme à l'occasion des Magic Week-end de 2012, 2013, et 2014[8],[9].

- Rugby à XV : le club Sale Sharks participe au Championnat d'Angleterre de rugby à XV (D1) et évolue dans le Salford City Stadium  , partagé avec le club local de rugby à XIII.